# Паршелл (Колорадо)
Паршелл (англ. Parshall) — переписна місцевість (CDP) в США, в окрузі Гранд штату Колорадо. Населення — 42 особи (2020).

## Географія
Паршелл розташований за координатами 40°3′20″ пн. ш. 106°10′34″ зх. д. / 40.05556° пн. ш. 106.17611° зх. д. (40.055562, -106.175995).  За даними Бюро перепису населення США в 2010 році переписна місцевість мала площу 0,77 км², уся площа — суходіл.

### Клімат
| Клімат : Паршелл      | Клімат : Паршелл | Клімат : Паршелл | Клімат : Паршелл | Клімат : Паршелл | Клімат : Паршелл | Клімат : Паршелл | Клімат : Паршелл | Клімат : Паршелл | Клімат : Паршелл | Клімат : Паршелл | Клімат : Паршелл | Клімат : Паршелл | Клімат : Паршелл |
| Показник              | Січ.             | Лют.             | Бер.             | Квіт.            | Трав.            | Черв.            | Лип.             | Серп.            | Вер.             | Жовт.            | Лист.            | Груд.            | Рік              |
| Середній максимум, °C | −2,8             | 0,0              | 5,6              | 11,7             | 17,2             | 22,8             | 26,1             | 25,0             | 21,1             | 13,9             | 5,0              | −1,7             | 12,2             |
| Середній мінімум, °C  | −18,9            | −17,2            | −11,1            | −5,6             | −1,1             | 2,2              | 6,1              | 5,0              | 0,0              | −5               | −10,6            | −17,2            | −6,1             |
| Норма опадів, мм      | 23               | 23               | 25               | 36               | 36               | 30               | 46               | 38               | 41               | 30               | 28               | 20               | 373              |
| --------------------- | ---------------- | ---------------- | ---------------- | ---------------- | ---------------- | ---------------- | ---------------- | ---------------- | ---------------- | ---------------- | ---------------- | ---------------- | ---------------- |
| Джерело: Weatherbase  |                  |                  |                  |                  |                  |                  |                  |                  |                  |                  |                  |                  |                  |

## Демографія
Згідно з переписом 2010 року, у переписній місцевості мешкало 47 осіб у 27 домогосподарствах у складі 10 родин. Густота населення становила 61 особа/км².  Було 46 помешкань (59/км²).
Расовий склад населення:
| - 89,4 % — білих - 10,6 % — осіб інших рас |

До двох чи більше рас належало 0,0 %. Частка іспаномовних становила 12,8 % від усіх жителів.
За віковим діапазоном населення розподілялося таким чином: 14,9 % — особи молодші 18 років, 72,3 % — особи у віці 18—64 років, 12,8 % — особи у віці 65 років та старші. Медіана віку мешканця становила 47,8 року. На 100 осіб жіночої статі у переписній місцевості припадало 176,5 чоловіків;  на 100 жінок у віці від 18 років та старших — 166,7 чоловіків також старших 18 років.
Цивільне працевлаштоване населення становило 0 осіб. 